# Gregor Maria Hanke
Gregor Maria Franz Hanke, O.S.B. (Elbersroth, 2 juli 1954) is een Duits geestelijke en bisschop van de Rooms-Katholieke Kerk.
Hanke trad in 1981 in bij de Benedictijnen in het klooster Plankstetten en nam de kloosternaam Gregor (naar Gregorius van Nyssa) aan. In 1983 werd hij tot priester gewijd.
In 1993 werd Hanke tot abt verkozen. Op 2 oktober ontving hij de abtszegening van bisschop Karl Braun. In 2006 benoemde paus Benedictus XVI Hanke tot bisschop van Eichstätt.